# Rio do Pinto
Rio do Pinto är ett vattendrag i Brasilien.   Det ligger i delstaten Santa Catarina, i den södra delen av landet, 1 300 km söder om huvudstaden Brasília.
I omgivningarna runt Rio do Pinto växer huvudsakligen savannskog. Runt Rio do Pinto är det mycket glesbefolkat, med 6 invånare per kvadratkilometer.